# 1755
1755 (MDCCLV) byl rok, který dle gregoriánského kalendáře započal středou.

## Události
- 9. července – Sedmiletá válka, francouzsko-indiánská válka: Francouzsko-indiánské jednotky rozdrtily dvakrát početnější britskou armádu v bitvě u Monongahely.
- 1. listopadu – Při zemětřesení o síle až 9 stupňů, následné tsunami a požáru zahynuly v portugalském Lisabonu desítky tisíc lidí a město bylo z velké části zničeno. Následná obnova, kterou nařídil Markýz de Pombal, významně změnila tvář města.
- V Drážďanech byla postavena katedrála Nejsvětější Trojice.
- Epidemie neštovic v Kapském Městě zabíjí mnoho Afričanů.

### Probíhající události
- 1754–1763 – Francouzsko-indiánská válka

## Vědy a umění
- 25. ledna – Ruská carevna Alžběta Petrovna založila v Moskvě Lomonosovovu univerzitu.

## Narození

### Česko
- 5. dubna – Vincenc Mašek, hudební skladatel, pedagog a vydavatel († 15. listopadu 1831)
- 15. dubna – Václav Stach, básník a překladatel († 24. května 1831)
- 12. června – Antonín Borový, skladatel († 29. března 1832)
- 31. srpna – Johann Ignaz Walter, německý tenorista a hudební skladatel narozený v Čechách († 22. února 1822)
- neznámé datum – František Vincenc Tuček, dirigent a skladatel († 1820)

### Svět

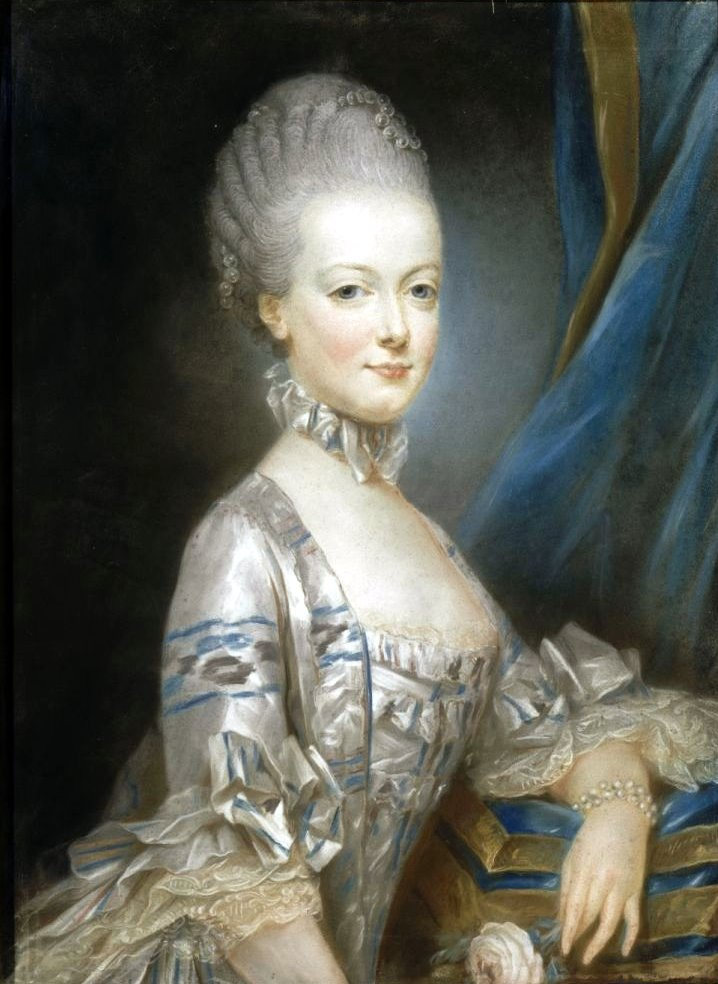
Marie Antoinetta (* 2. listopadu)

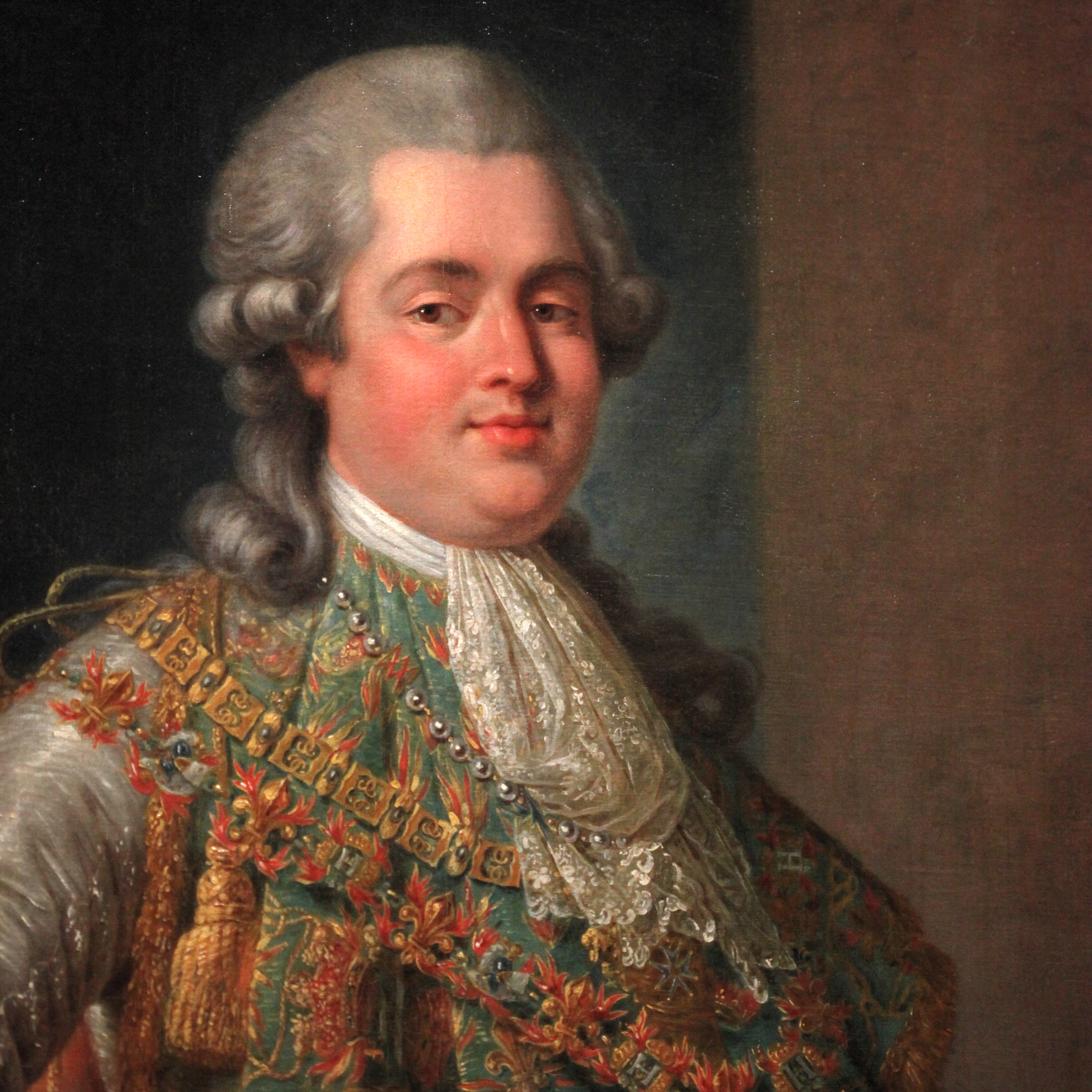
Ludvík XVIII. (* 17. listopadu)

- 11. ledna – Alexander Hamilton, americký právník, ekonom a politik († 12. července 1804)
- 17. ledna
  - Michael von Kienmayer, rakouský generál († 18. října 1828)
  - Petr I. Oldenburský, oldenburský regent, později velkovévoda († 21. května 1829)
- 18. ledna – Ondrej Plachý, slovenský evangelický farář a spisovatel († 7. srpna 1810)
- 15. února – Jean-Nicolas Corvisart, francouzský lékař († 18. září 1821)
- 19. února – Mořic z Ditrichštejna, rakouský šlechtic, důstojník a dvořan († 27. srpna 1864)
- 5. března – Jozef Ignác Bajza, slovenský kněz a spisovatel († 1. prosinca 1836)
- 1. dubna – Jean Anthelme Brillat-Savarin, francouzský právník, politik, gurmán a gastronom († 2. února 1826)
- 10. dubna – Samuel Hahnemann, německý lékař, zakladatel homeopatie († 2. července 1843)
- 16. dubna – Élisabeth Vigée-Lebrun, francouzská malířka († 30. března 1842)
- 11. května – Jean Baptiste Pierre André Amar, francouzský revoluční politik († 21. prosince 1816)
- 22. května – Gaetano Andreozzi, italský operní skladatel († 21. prosince 1826)
- 30. června – Paul de Barras, francouzský politik († 29. ledna 1829)
- 25. července – Vilemína Luisa Hesensko-Darmstadtská, ruská velkokněžna († 26. dubna 1776)
- 2. srpna – Jan Henryk Dąbrowski, polský generál, národní hrdina († 6. června 1818)
- 4. srpna – Nicolas-Jacques Conté, francouzský vynálezce († 6. prosince 1805)
- 20. srpna – Toussaint-Bernard Émeric-David, francouzský historik umění († 2. dubna 1839)
- 10. září – Bertrand Barère de Vieuzac, francouzský politik a novinář († 13. ledna 1841)
- 22. září – Christian Kalkbrenner, německý sbormistr a skladatel († 10. srpna 1806)
- 24. září – John Marshall, americký právník a politik, předseda Nejvyššího soudu († 6. července 1835)
- 25. října – François-Joseph Lefebvre, francouzský napoleonský maršál († 14. září 1820)
- 2. listopadu – Marie Antoinetta, královna francouzská a navarrská, († 16. října 1793)
- 5. listopadu – Šarlota Hesensko-Darmstadtská, meklenbursko-střelická vévodkyně († 12. prosince 1785)
- 12. listopadu – Gerhard von Scharnhorst, pruský generál († 28. června 1813)
- 16. listopadu – Maximin Isnard, francouzský revoluční politik († 12. března 1825)
- 17. listopadu – Ludvík XVIII., francouzský král († 16. září 1824)
- 20. listopadu – Gabriel Zmeškal, slovenský advokát a veřejný činitel
- 22. prosince – Georges Couthon, francouzský revoluční politik († 28. července 1794)

## Úmrtí

### Česko
- 12. dubna – František Benedikt Klíčník, brněnský stavitel, (pokřtěn 13. května 1678)
- 16. května – Zdeněk Jiří Chřepický z Modliškovic, světící biskup pražský (* 1677)
- 17. června – Jan Hiebel, malíř-freskař bavorského původu (* 1681)

### Svět
- 10. února – Charles Louis Montesquieu, francouzský filosof a spisovatel (* 18. ledna 1689)
- 12. února – Pietro Trinchera, italský dramatik a operní libretista (* 11. června 1707)
- 2. března – Louis de Rouvroy, vévoda de Saint-Simon, francouzský šlechtic, diplomat a zapisovatel svých Pamětí (*16. ledna 1675)
- 12. června – Hadrian Daude, německý jezuita a historik (* 9. listopadu 1704)
- 21. června – Giovanni Porta, italský hudební skladatel (* 1675)
- 30. srpna – Francesco Durante, italský hudební skladatel, (* 31. března 1684)
- 16. října – Gerard Majella, italský řeholník a světec (* 6. dubna 1726)
- 25. listopadu – Johann Georg Pisendel, německý houslista a hudební skladatel (* 26. prosince 1687)
- 5. prosince – William Cavendish, 3. vévoda z Devonshiru, britský státník a šlechtic (* 26. září 1698)
- 21. prosince – Manuel de Zumaya, mexický varhaník a hudební skladatel (* 1678)
- neznámé datum – Philipp Stamma, francouzsko-britský šachista († 1705)

## Hlavy států
- Francie – Ludvík XV. (1715–1774)
- Habsburská monarchie – Marie Terezie (1740–1780)
- Osmanská říše – Osman III. (1754–1757)
- Polsko – August III. (1734–1763)
- Prusko – Fridrich II. (1740–1786)
- Rusko – Alžběta Petrovna (1741–1762)
- Španělsko – Ferdinand VI. (1746–1759)
- Švédsko – Adolf I. Fridrich (1751–1771)
- Velká Británie – Jiří II. (1727–1760)
- Svatá říše římská – František I. Štěpán Lotrinský (1745–1765)
- Papež – Benedikt XIV. (1740–1758)
- Japonsko – Momozono (1747–1762)